# Oldrado da Tresseno
Oldrado da Tresseno (pronuncia Trésseno, /ˈtresseno/) (... – 1233) è stato un politico italiano, podestà di Milano; a lui si deve, tra l'altro, la sistemazione di Piazza Mercanti e la costruzione del Palazzo della Ragione.

## Biografia
Oldrado da Tresseno era probabilmente originario di Dresano, vicino a Melegnano, oppure di Lodi. Tresseno (Trissino) sarebbe andato in seguito a indicare il nomen della sua famiglia.
Intimo amico dell'inquisitore Pietro da Verona, si distinse nella persecuzione degli eretici.
Il suo nome è ricordato a Milano su un altorilievo, attribuibile alla scuola dell'Antelami, inserito nell'edicola sopra un pilastro della facciata meridionale del Palazzo della Ragione, da lui fatto costruire e che porta la data del 1233. Sembra che tale data sia la prima applicazione a Milano di una legge risalente a qualche anno prima che prevedeva la condanna al rogo dei Catari, in quanto eretici. In particolare perseguitò i Credenti di Concorezzo, che sostenuti dal locale feudatario, Filippo Confalonieri, costituivano un gruppo molto attivo e fortemente inviso alle gerarchie ecclesiastiche.
L'epigrafe alla base dell'edicola è la seguente:
In latino:
MCCXXXIII DNS OLDRAD DE TREXENO POT MEDIOLANI ATRIA Q GRANDIS SOLII REGALIA SCÂDIS PSIDIS H MEMORES OLDRADI SÊP HONORES CIVIS LAUDENSIS FIDEI TUTORIS ET ENSIS Q SOLIÛ STRUXIT CATHAROS UT DEBUIT UXIT.
In italiano:
Nell'anno del Signore 1233, Al podestà di Milano Oldrado di Tresseno. Quando passi per i portici regali del grande palazzo, tu ricorderai sempre i meriti del podestà Oldrado, cittadino di Lodi, difensore e spada della fede, che costruì il palazzo e bruciò, come doveva, i Catari.
Fu l'inizio di un duro periodo di scontri che portarono venti anni dopo all'uccisione di San Pietro martire e, per reazione, ad un incrudelirsi della persecuzione dei catari e, alla fine, alla loro scomparsa dapprima dalla Lombardia e poi dall'Europa.